# فينتشنزو بيكاردي
فينتشنزو بيكاردي (بالإيطالية: Vincenzo Picardi) (مواليد 20 أكتوبر 1983) هو ملاكم إيطالي، مثّل بلاده في الألعاب الأولمبية الصيفية في دورتي 2008 و2012.

## روابط خارجية
فينتشنزو بيكاردي على موقع اللجنة الأولمبية الدولية (الإنجليزية)
- فينتشنزو بيكاردي على موقع أوليمبيديا (الإنجليزية)
- فينتشنزو بيكاردي على موقع اللجنة الأولمبية الإيطالية (الإيطالية)